# Zollsiedlung (Harrislee)
Die Zollsiedlung (deutsch auch: Zollkolonie; dänisch Toldbebyggelsen) ist ein Ort der Gemeinde Harrislee, an der Grenze nach Dänemark bei Krusau und Kupfermühle. Ein Großteil der Siedlung wurde als Kulturdenkmal eingetragen.

## Hintergrund
Nach der Volksabstimmung in Schleswig im Jahr 1920 wurde die heutige deutsch-dänischen Grenze eingerichtet. In Folge entstand 1922 östlich von Niehuus an einer nach Norden zur neuen Grenze verlaufenden Straße die Zollsiedlung. Es wurden sowohl Zollgebäude wie auch Wohnungen für die Zollbediensteten errichtet. Direkt westlich des angelegten kleinen Ortes lag und liegt seitdem im Übrigen der Klueser Wald. Bis 1938 gehörte die Zollsiedlung zur Ortschaft Niehuus. Noch im besagten Jahr wurde sie als Teil von Niehuus nach Harrislee zwangseingemeindet. Kirchlich gehörte und gehört die Zollsiedlung jedoch zur Flensburger Kirchengemeinde von St.-Petri, die schon Jahre vor der Zollsiedlung entstanden war.
Nach und nach verbesserte sich die Straßensituation zur Grenze mit der Bundesstraße 200. Die Straße an der Zollsiedlung erhielt irgendwann in Folge offensichtlich den Namen „Alte Zollstraße“. Die alten Gebäude an der Straße wurden später als Kulturdenkmäler mehrheitlich unter Denkmalschutz gestellt. Des Weiteren entstand in der Alten Zollstraße ungefähr in den 1970er Jahren Das Hotel des Nordens, das sich im Besitz des Hoteliers Erich Toffer befand. 1981 besuchte beispielsweise US-Präsident Richard Nixon das Hotel seines Freundes Toffer mit seiner rund dreißigköpfigen Begleitung. Im Jahr 1983 entstand die zum Hotel gehörige Eissporthalle Gletscher. Heute gehört das Hotel dem Fleggaard-Konzern. Unweit der Zollsiedlung, zur Grenze hin, befinden sich einige Grenzshops. Die Grenze selbst hat seit dem Inkrafttreten des Schengener Abkommens im Jahr 2001 an Bedeutung verloren.